# Manuel Oribe
Manuel Ceferino Oribe y Viana (Montevideo, 26 agosto 1792 – Montevideo, 12 novembre 1857) è stato un politico uruguaiano.
È stato Presidente dell'Uruguay dal 1º marzo 1835 al 24 ottobre 1838 e dal 16 febbraio 1843 all'8 ottobre 1851.

## Biografia
Giovanissimo si unì all'esercito patriota di José Rondeau e prese parte alla battaglia del Cerrito del 31 dicembre 1812. In seguito all'invasione luso-brasiliana della Banda Oriental fuggì a Buenos Aires con il fratello Ignacio. Nel 1821 rientrò brevemente a Monteivdeo salvo poi rifugiarsi frettolosamente in Argentina. Qui si avvicinò al caudillo federale Juan Manuel de Rosas, il cui progetto politico era la riconquista della Banda Oriental e la sua riunificazione con le Province Unite del Río de la Plata.
Nell'aprile 1825 Oribe, insieme a Juan Antonio Lavalleja, guidò la spedizione dei Trentatré Orientali per liberare il territorio dell'odierno Uruguay dalla dominazione brasiliana. Dopo liberato Montevideo ed ottenuto una serie di vittorie contro i brasiliani, Oribe fu nominato colonnello nel 1832 e ministro della Guerra e della Marina del governo del primo presidente uruguaiano Fructuoso Rivera nel 1833. In questi anni iniziarono a delinearsi le due fazioni, nate entrambe nel 1836, che domineranno la scena politica uruguaiana: da una parte i colorados, vicini al ceto mercantile di Montevideo guidati da Rivera, sostenitori del liberalismo economico, e dall'altra i blancos di Oribe, fautore quest'ultimo di una politica protezionistica e vicina agli interessi dei produttori agricoli dell'interno.
Il 1º marzo 1835 Oribe fu nominato Capo dello Stato uruguaiano; tra i suoi primi atti vi fu quello di estromettere Rivera dalla guida dell'esercito e di avviare un'analisi dei conti statali. L'anno seguente il leader colorado si ribellò al governo venendo tuttavia sconfitto nella battaglia di Carpintería. Nel 1837 Oribe si scontrò nuovamente con Rivera rimediando una dura sconfitta a Yucutujá. L'anno seguente il governo argentino di Rosas venne messo in ginocchio da un blocco navale operato dalla marina francese. La mancanza di supporto concreto dal suo storico alleato e la vittoria ottenute da Rivera a Palmar costrinsero Oribe a rassegnare le dimissioni il 24 ottobre dello stesso anno e a riparare a Buenos Aires. Negli anni seguenti capeggiò una serie di spedizioni militari contro le province argentine che si erano ribellate all'egemonia di Rosas. Dopo aver occupato Santa Fe invase Entre Ríos ed il 6 dicembre 1842 sconfisse le truppe del suo antico rivale Rivera. 
Nel febbraio successivo Oribe, che aveva oramai soggiogato l'intero Uruguay, cinse d'assedio la capitale Montevideo, ultimo bastione dei colorados. Il caudillo blanco pose il suo quartier generale nel sobborgo montevideano di Cerrito e vi instaurò un contro-governo (detto del Cerrito) in opposizione a quello colorado (detto della Difesa) che operava all'interno della città assediata. Nonostante l'appoggio navale di Rosas ed una netta superiorità sul campo, Oribe non riuscì a far capitolare i propri nemici che continuarono per otto anni a combattere grazie all'appoggio del Regno Unito e della Francia.
Nel luglio 1849 Oribe fondò l'Università della Repubblica, la più antica università dell'Uruguay. Nel maggio 1851 il governo della Difesa siglò un accordo militare con il potente caudillo entrerriano Justo José de Urquiza, fino ad allora alleato di Rosas, e con l'Impero del Brasile. Nel luglio dello stesso anno il territorio uruguaiano venne invaso dalle forze di Entre Ríos mentre a settembre fu la volta di quelle di Rio de Janeiro. Compresa la drammaticità della situazione, Oribe sottoscrisse l'8 ottobre successivo un accordo di pace che pose fine alla guerra civile. Tra il 1853 ed il 1855 visse in Spagna.